# 아르투르 키셴코
아르투르 키셴코 (우크라이나어:Артур Кїшенко, 1986년 11월 14일~)는 우크라이나의 킥복싱 선수다.